# Mieza
Mieza da Ribeira é um município raiano da Espanha na província de Salamanca, comunidade autónoma de Castela e Leão, de área 34,92 km² com população de 297 habitantes (2007) e densidade populacional de 9,51 hab/km².

## Demografia
| Variação demográfica do município entre 1991 e 2004 | Variação demográfica do município entre 1991 e 2004 | Variação demográfica do município entre 1991 e 2004 | Variação demográfica do município entre 1991 e 2004 |
| --------------------------------------------------- | --------------------------------------------------- | --------------------------------------------------- | --------------------------------------------------- |
| 1991                                                | 1996                                                | 2001                                                | 2004                                                |
| 431                                                 | 379                                                 | 353                                                 | 334                                                 |